# سوراخ سدادی
سوراخ سِدادی یا سوراخ پوشیده یا سوراخ ابتوراتور (به انگلیسی: Obturator foramen) نام یک حلقه استخوانی در استخوان بی‌نام است که در جلوی لگن خاصره قرار دارد.
کناره بیرونی این سوراخ را استخوان نشیمن‌گاهی و کناره داخلی آن را استخوان شرمگاهی تشکیل می‌دهد. سرخرگ سدادی، سیاهرگ سدادی و عصب سدادی از این سوراخ عبور می‌کنند. 
سدادی واژه‌ای عربی به معنی مسدود است و ابتوراتور لاتین نیز به بند آمدن و پوشیده بودن اشاره  دارد. از آنجا که سوراخ سدادی (پوشیده) توسط ماهیچه‌ها و رباط‌های غشایی پوشیده شده به آن این نام را داده‌اند.